# Vallons-de-l’Erdre
Vallons-de-l’Erdre – gmina we Francji, w regionie Kraj Loary, w departamencie Loara Atlantycka. W 2013 roku liczba ludności wynosiła 6752 mieszkańców.
Gmina została utworzona 1 stycznia 2018 roku z połączenia sześciu ówczesnych gmin: Bonnœuvre, Freigné, Maumusson, Saint-Mars-la-Jaille, Saint-Sulpice-des-Landes oraz Vritz. Siedzibą gminy została miejscowość Saint-Mars-la-Jaille.